# Ани Виванти
Анна Емилия Виванти, наречена Ани Вивàнти (на италиански: Annie Vivanti), е италианска поетеса и писателка, авторка на произведения в жанровете съвременен и любовен роман.
Живее и работи в различни култури. Тя е ексцентрична писателка, човек с многостранни интереси, героиня на интелектуалния и социален живот на много страни. Майка е на детето чудо Вивиен Шартър – забележителна цигуларка.

## Биография и творчество
Емилия Ана (Ани) Виванти е родена на 7 април 1866 г. в Норуд, Лондон, Англия като дъщеря на Анселмо Виванти, патриот от стар еврейски род от Мантуа, и на Анна Линдау, немска писателка, сестра на известните писатели Паул и Рудолф, от важно немско семейство. Има двама по-големи брат, както и една сестра. Баща ѝ – последовател на идеалите на Джузепе Мацини намира политическо убежище в Англия след бунтовете в Мантуа през 1851 г. и става известен търговец на коприна.
Ани Виванти израства в Италия, Англия, Швейцария и САЩ. Получава образование за учителка по пеене и езици. Обучавана е от италианския поет Джозуе Кардучи. След кратък опит като театрална художничка влиза в литературата със стихосбирката си „Лирика“ от 1890 г., издадена в Италия с предговора на Кардучи. Тя веднага ѝ носи огромен успех сред читателите и свърза името ѝ с това на великия италиански поет, към когото Ани храни силно чувство до смъртта си.
През 1891 г. публикува първия си роман – „Марион- творец на кафене-концерт“ (Marion artista di caffè-concerto).
През 1892 г. се омъжва за ирландеца Джон Шартър, бизнесмен и журналист, и в продължение на почти 20 години живее в Англия и САЩ. В този период пише само на английски език, предимно за списания и театрални постановки. Оттози период са късите ѝ разкази Perfect (1896), En Passant (1897), Houp-là (1897), A fad (1899), романите The Hunt for Happiness (1896), Winning him back (1904) и пиесите That man (1898) и The ruby ring (1900). В Италия тя сякаш е напуснала литературата, с едно единствено изключение – пиесата La rosa azzurra („Синята роза“), представена в театъра между 1898 и 1899 г. – единственият ярък провал в успешната ѝ кариера, никога непубликувана.
През 1900 г. започва нова глава от живота ѝ. Дъщеря ѝ Вивиен (25 юни 1893 – 1 септември 1941) е дете чудо на цигулката и скоро се превръща в аплодирана международна знаменитост. Успехът ѝ дава нов тласък на писателската кариера на Виванти с разказа „Истинската история на едно дете чудо“ (The True Story of a Wunderkind) от 1905 г., а след това и с романа „Поглъщащите“ (The Devourers / I divoratori) от 1910 г., излязъл в Италия през 1911 г. С този роман Виванти се завръща след 20 години, за да доминира на италианския издателски пазар. От този момент нататък до края на 30-те години писателката се радва на непрекъснат успех с романи като „Circe“ (1912), Vae victis! (1917), Naja tripudians (1920), Mea culpa (1927), сборници с разкази (Zingaresca, 1918; Gioia, 1921; Perdonate Eglantina, 1926), пиеси (L'invasore, 1915, Le bocche inutili, 1918), произведения за деца (Sua altezza, 1924; Il viaggio incantato, 1933); пътни репортажи (Terra di Cleopatra, 1925). Нейните творби винаги са придружени от забележителен международен успех сред читателите и критиците, преведени са на всички европейски езици и са рецензирани от големи имена в културата като Бенедето Кроче (който ѝ посвещава две критични есета в първия и шестия том на „Литературата на Нова Италия“) и Джузепе Антонио Боргезе в Италия, Жорж Бранд, Ярослав Връхлицки, Радо Антал и Пол Хейзе в Европа.
Произведенията на писателката не принадлежат към определен литературен жанр. Макар и избрала Италия за своя родина, тя се чувства гражданка на света и е неуморим пътешественичка. Творчеството ѝ варира от любовните драми, лирическите и исторически разкази, до трагичните последствия от войните и националните каузи. Живяла и работила в различни култури, тя е ексцентричен писател, придаващ многопластов характер на своите герои, които присъстват в интелектуалния и социалния живот на много страни.
По време на Първата световна война защитава каузата на Италия в различни английски вестници, а след нея подкрепя политиката на национализъм на Бенито Мусолини и зараждащия се фашизъм. Заедно със своя съпруг, който е активист на Шин Фейн, пишат статии в подкрепа на ирландската независимост, а през 1919 г. подпомагат делегацията на Ирландия за преговорите във Версай, където създава лично приятелство със Заглул Паша от Египет.
Между двете войни Виванти се установява за постоянно в Италия заедно със своя верен секретар Луиджи Марескалки. Тя е известна и вече възрастна писателка, когато англофобският обрат на фашисткия режим я засяга през 1941 г. със заповед за принудително пребиваване в Арецо като британска гражданка. Скоро е освободена чрез прякото посредничество на Мусолини и успява да се върне в Торино, където живее и където може да разчита на вярното приятелство на писателката и преводачката Барбара Алазон. Здравословното ѝ състояние се влошава значително след самоубийството на 48-годишната ѝ дъщеря в Хоув, Англия, през есента на 1941 г.
Ани Виванти умира на 20 февруари 1942 г. в Торино, Северна Италия, на 75-годишна възраст. Погребана е в Монументалното гробище на Торино. На простия ѝ гроб са написани първите редове от най-известното от стихотворенията, които Кардучи ѝ е посветил: „Удрям затворената ключалка с клонче цветя / Синкави и сини като очите ти, о Ани.“
Община Торино кръщава улица на нейно име в квартал „Мирафиори Суд“. Същото е направено от Община Рим в квартал „Отавия“.

## Поетиката на Ани Виванти
Срещата между различни култури, езици, националности и религии съставлява изключителния характер на житейския и литературния опит на Ани Виванти, уникален в италианския контекст. Родена и израснала в пряк контакт с английската, италианската, немската и американската действителност, тя асимилира и слива тези различни културни и духовни компоненти, филтрирайки ги през призмата на изцяло латинска сантименталност, но също така и на чисто англосаксонски прагматизъм, които биват възвисени и обобщени у нея.
Нейният съпруг Джон Чартър – бизнесмен и журналист, но също и активист на Шин Фейн за независимост на Ирландия, добавя компонент на политическа страст към живота на Ани, вече получил отпечатъка на бащиния ѝ пример, което я кара, в годините на зрялост, да вземе активно участие в ирландските и италианските политически събития с иредентистка насока, срещу статуквото, наложено от Великите нации, главно от Англия. Приемането ѝ на Католицизма няколко дни след смъртта ѝ през февруари 1942 г. представлява последната връзка в едно разнородно и завладяващо пътуване през всички форми на човешката духовност – цел, която Виванти достига в края на един сложен духовен и екзистенциален маршрут.
Голяма пътешественичка, напълно интегрирана в контекста, в който е живяла, подреждайки собствената си реалност, Ани Виванти винаги храни противоречиво чувство към Англия - страната, в която е родена и чийто гражданка винаги остава: тя усеща американския живот и манталитет близки, но избира Италия за своя родина. Въпреки това всяко приписване на национален характер е ограничаващо поради нейния апатриден и многостранен темперамент: „Ани Виванти“ в Италия, „Ани Виванти Шартър“ в Европа, „Анита Виванти Шартър“ или просто „Анита Шартър“ - в Съединените щати. Различните образи, които тя предлага за себе си на многобройните си читатели напълно символизира нейната променливост. Тази променливост е въплътена в единственото пространствено-времево измерение, което е близко за нея: „тук и сега“, непрекъснатото настояще без корени, без проекции или перспективи, вечното и ефирно движение, което придава на работата ѝ усещане за свежест и спонтанна непосредственост, позволявайки ѝ да предложи на читателя поредица от вълнуващи и емоционално ангажиращи впечатления, които намират най-щастливи резултати в романите и разказите. 
Ани Виванти не принадлежи към един литературен жанр, нито се доближава до точно културно движение, също като се има предвид нейната интернационалност и разхвърляно обучение. Ехото от поезията на Хайне със сигурност е силно, както и (за италианския контекст) късните романтични внушения от последния период на Скапилятура, особено присъстващи в стихосбирката ѝ „Лирика“ и в романа ѝ „Марион, художник на кафе концерт“, а срещата и дружбата с Джозуе Кардучи я държи далеч както от преобладаващото влияние на Габриеле Д'Анунцио, подхранвайки волевата нагласа в нейните стихове, така и от темите и стиловете, които интересуват женското писане на нейното време.
Приключила рано с поезията, Виванти постига по-голям успех с романа и с късия разказ. Тя разработва и открива, с безопасна техника, жанра на завладяващия бестселър, написан с бърз и внушаващ стил, до успех, за който самата тя допринася с непрекъснатото позоваване на автобиографични реплики, винаги присъстващи, но дозирани и обединени с наративния контекст до степен, че читателят почти никога не е в състояние да разпознае границата между реалност и измислица: такъв е случаят с романа „Марион, художник на кафене-концерт“, в който има герои и среди от младежкия период на театралните изживявания на писателката, и преди всичко с „Поглъщащите“ – семейна сага, чиято основна тема е предопределението на Гения (първо малка поетеса, а след това дете чудо на музиката) неизбежно да „погълне“ най-близките си и обичани хора. Или също по-сложният случай с „Цирцея“ – роман-изповед на Мария Тарновская (главна героиня на известно кърваво събитие в Италия през 1907 г.), в който самата авторка е нейна събеседничка и никога не пропуска да намекне, че само съдбата е успяла да отведе две жени с привидно различен житейски опит към различни съдби.
В зряла възраст опитът от войната и политическия ангажимент са присадени върху сюжетите, които вече са консолидирани в драмите „Нашественикът“ (занимаваща се с трагичната тема за изнасилванията на белгийски момичета по време на германската окупация – причина, която също е в основата на романа Vae victis!) и „Безполезни усти“ (за моралната драма на войник между патриотичния и емоционалния избор), или пък зад един ироничен и лек стил се крие (в Naja tripudians) изобличаването на корумпираното общество от периода между двете световни войни, който заплита в перверзните си обрати най-наивните и най-малко културно подготвените хора. През 20-те години на 20 век, все по-завладяна от подкрепата за потиснатите националности, в Mea culpa Ани Виванти отправя обвинение към  британския колониализъм в Египет и пламенна защита на националистическите твърдения, вече възхвалявани в романа „Земята на Клеопатра“ – истински репортаж от Египет в борбата срещу английското господство.
По-леки теми, понякога дори закачливи, с еднакво брилянтен и ироничен стил, наистина британски, характеризират сборниците ѝ с кратки разкази, които се появяват в големите италиански вестници, преди да бъдат събрани в томове, и детската ѝ литература, за да свидетелстват за едно наистина завършено артистично пътуване.

## Произведения

### Произведения на италиански език
- Lirica (1890) – стихосбирка
- Marion artista di caffè-concerto (1891) – роман
- I divoratori (1911) – роман
- Circe (1912) – роман-изповед на Мария Тарновская
- L'Invasore (1915) – пиеса
- Vae Victis (1917) – роман
- Zingaresca (1918) – сборник с разкази
- Le bocche inutili (1918) – пиеса
- Naja Tripudians (1920) – роман
- Gioia! (1921) – сборник с повести и разкази
- Marion (1921)
- … Sorella di Messalina (1922) – роман
Сестра на Месалина, изд. „Право“ (1931), прев. Д. Радулов
- Sua altezza (Favola candida) (1923) – детска литература
- Terra di Cleopatra (1925) – пътепис
- Perdonate Eglantina (1926) – сборник с повести и разкази
- Mea Culpa (1927)
Аз съм виновна, ИК „Хермес“, София (1992), прев. Мария Въжарова
- Fosca sorella di Messalina (1931)
- Salvate le nostre anime (1932) – роман
- Il viaggio incantato (1933) – детска литература

### Произведения на английски език
- The Hunt for Happiness (1896)
- Perfect (1896) – разказ
- En passant (1897) – разказ
- Houp-là!, в списание Mousey (1897)
- That man (1898) – пиеса
- A Fad (1899) – разказ
- The ruby ring (1900) – пиеса
- Winning him back (1904)
- The True Story of a Wunderkind told by its mother Annie Vivanti (1905) –роман за дъщеря ѝ Вивиен Шартър
- The Devourers (1910) – роман, вдъхновен от дъщеря ѝ Вивиен Шартър
- Marie Tarnowska (1915) – за Мария Тарновская
- Vae victis! (1917)
- The Outrage (1918)

### Стихове за музика
за музиката на Франческо Паоло Фронтини
- Viole bianche (1898)
- Baci mortali (1904)

### Филмография
- 1917 Astrid
- 1920 Marion, artista di caffè-concerto